# 199
| [ Edytuj tabelę ] |                                      |
| Cesarz Chin       | - 189 Han Xiandi 220                 |
| Władca Korei      | - 197 Sansang 227                    |
| Papież            | - 189 Wiktor I 199 - 199 Zefiryn 217 |
| Król Partów       | - 191 Wologazes V 208                |
| Cesarz Rzymu      | - 193 Septymiusz Sewer 211           |

Rok 199 / CXCIX
stulecia: I wiek ~
II wiek ~
III wiek

lata: 189 «
194 «
195 «
196 «
197 «
198 «
199
» 200
» 201
» 202
» 203
» 204
» 209

## Wydarzenia
- Azja
  - koniec II wojny partyjskiej. Cesarz Septymiusz Sewer otrzymał, jako zwycięzca, przydomek Parthicus Maximus.
- Europa
  - Papież Zefiryn objął tron papieski

## Zmarli
- Galen, lekarz rzymski pochodzenia greckiego (data sporna lub przybliżona)
- Papież Wiktor I (data sporna lub przybliżona)